# Julian Neuding
Julian Neuding (ur. 15 grudnia 1916 w Warszawie, zm. 1987) – polski bokser, działacz sportowy i sędzia pochodzenia żydowskiego.

## Życiorys
Przed II wojną światową uprawiał boks w barwach Makabi Warszawa zdobywając między innymi w 1935 tytuł Mistrza Warszawy w wadze ciężkiej. W pierwszych latach powojennych należał do czołowych działaczy Legia Warszawa, przyczyniając się do odbudowy klubu (był między innymi kierownikiem sekcji piłkarskiej). Od 1950 był także bokserskim arbitrem międzynarodowym. Sędziował między innymi podczas letnich igrzysk olimpijskich w 1952 i 1956. W latach 1954–1956 kierował sekcją boksu w Głównym Urzędzie Kultury Fizycznej. W 1956 po reformie organizacyjnej został prezesem Polskiego Związku Bokserskiego.
W latach 60. XX wieku wykorzystywany był jako kontakt służbowy pseud. „Nowy” przez Wydział V Departamentu II MSW (IPN BU 00945/2390, IPN BU 001102/1971). W 1969 otrzymał zgodę na wyjazd na pobyt stały do Izraela.